# フェルディナンド・パウウェルス
フェルディナンド・パウウェルス（Wilhelm Ferdinand Pauwels、1830年4月13日 -、1904年3月26日）はベルギー生まれの画家である。歴史画や風景画を描き、ドイツのヴァイマルやドレスデンの美術学校で多くの画家を教えた。

## 略歴
ベルギー北部アントウェルペン州のエーケレン(Ekeren)で生まれた。1842年から1850年の間、アントウェルペンの王立美術アカデミーでフスタフ・ワッペルスやニケーズ・ド・ケイゼルに学んだ。学生時代からアカデミーの展覧会で評価され、1852年には海外留学の奨学金が得られるベルギーのローマ賞を受賞し、4年間イタリアに留学した。
設立されて2年ほどのヴァイマルのザクセン大公国立美術学校（Großherzoglich-Sächsische Kunstschule Weimar）の教授に1862年に任じられ、その後の10年間の間にマックス・リーバーマン（1847-1935）を含む多くの画家を教えた。この間多くの油絵を描き、何人かの画家とともにヴァルトブルク城の壁画「ルターの生涯」の壁画を描いた。
1872年にベルギーに帰国し、フリーの画家として4年ほど働いた後、1876年にドレスデンの美術アカデミー(Hochschule für Bildende Künste Dresden)の教授に任命された。この時期にはマイセンの名門校のSächsisches Landesgymnasium Sankt Afraの講堂の壁画も制作した。
1870年から1881年にかけて、パウウェルスはシャルル・ド・グルー（1825-1870）が未完のまま残したベルギーのイーペルの織物会館の壁画、12点を完成させパウウェルスの代表作ともされたが、この作品は第一次世界大戦で失われた。、
1904年にドレスデンで亡くなった。

## パウウェルスの教えた学生
- カール・ロデック (1841-1909)
- エミール・ツィマー(1842-1917)
- カール・グッソー (1843-1907)
- マックス・リーバーマン（1847-1935）
- フリッツ・プレルス (1855-1934)
- オスマール・シンドラー（1867-1927）
- ロベルト・シュテルル (1867-1932)
- オスカル・ツヴィンチャー (1870-1916)